# Kakuei Tanaka
Kakuei Tanaka (田中 角栄?, Tanaka Kakuei; Nishiyama, 4 maggio 1918 – Tokyo, 16 dicembre 1993) è stato un politico giapponese e ha ricoperto l'incarico di Primo ministro del Giappone dal 7 luglio 1972 al 9 dicembre 1974.
È stato anche il più influente dirigente del Partito Liberal Democratico giapponese (LDP), fino a tutta la prima metà degli anni 1980, quando il suo potere e la sua influenza sono stati travolti da una lunga serie di scandali (tra cui lo scandalo Lockheed, per il quale venne condannato nel 1983).